# Kager von Stampach

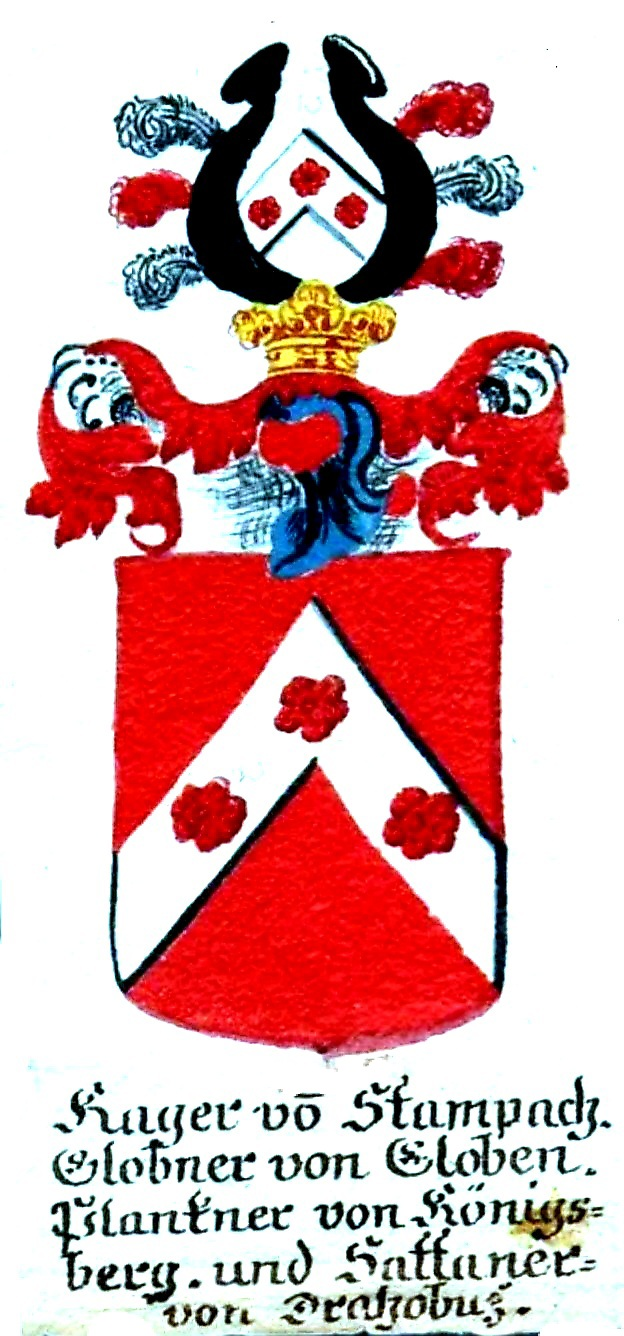
Stammwappen der Kager von Stampach

Kager von Stampach bzw. Stampach von Stampach (tschechisch Štampach ze Štampachu; deutsch von Steinbach) war ein altes böhmisches Adelsgeschlecht, das sich auch in Schlesien und Polen ausbreitete. Die Familie war stamm- und wappenverwandt mit den Globner von Globen, Plankner von Königsberg und der Sataner von Drahowitz. Von den zwei Linien ist die gräfliche Linie 1830 und die freiherrliche Linie 1897 erloschen. Erbe war die Familie Stieber von Stürzenfeld durch Adoption Stieber-Kager von Stampach, welche 1935 ebenfalls erlosch.

## Geschichte

### Linien der Kager

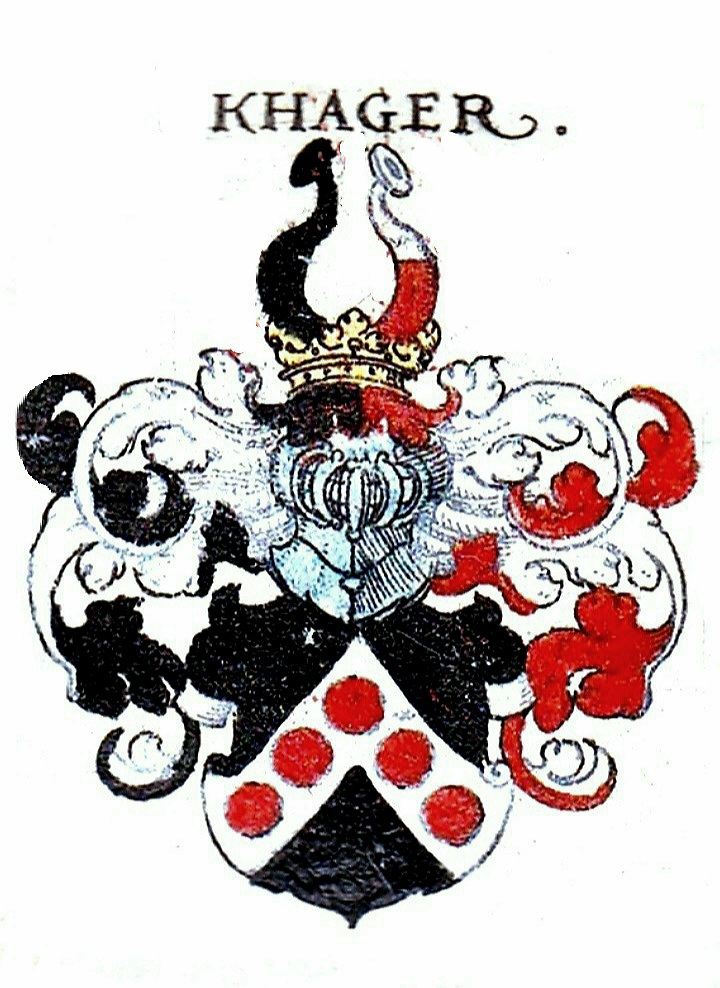
Wappen der Khager, bei Ritterschaft und Adel in Bayern, im Siebmacher-Nachfolgeband Anfang 18. Jahrhundert, mit ähnlichem Wappen

Die altritterlichen Familien der Globner von Globen, Stampach von Stampach und Plankner von Königsberg und Sataner von Drahowitz entstammen dem Rittergeschlecht der Kager aus dem Elbogener Land. Diese erscheinen erstmals urkundlich am 20. Oktober 1355 mit Henricus de Gager (Gehaag bei Eger) und Wohardus dictus Plancner de Kunsperk (Königsberg an der Eger) sowie mit Albertus dictus Plankner und Wolfhardus dictus Steynbach (Steinbach, böhmisch Štampach, bei Falkenau an der Eger) am 29. Mai 1365, Patrone der Kirche zu Schönficht bei Marienbad.
Der Überlieferung nach soll der Ahnherr, der sich nach dem Stammschloss Kager nannte, seine Güter unter drei Söhnen aufgeteilt haben. Johann Sinapius nennt fälschlicherweise Kager „unweit Königsbruck in der Oberlausitz an der Meißnischen Grenze“ als Stammsitz. Da das altritterliche Geschlecht aus dem Elbogener Land stammte, dürfte es sich In Wirklichkeit um den Burgstall Kager in Golddorf bei Königsberg an der Eger handeln. Ein Zweig behielt den Namen Kager bei. Aus dieser Linie wurde 1462 Hans von Kager in der Franziskanerkirche von Eger begraben. Die übrigen Linien der Kager nannten sich nach ihren Rittersitzen Globen, Stampach und Königsberg, alle im Elbogener Kreis. Die Plankner von Königsberg, die sich auch in Mähren und Schlesien ausbreiteten, starben Ende des 16. Jahrhunderts aus. Die von Steinbach in Sachsen führten wie die Plankner in Böhmen als Stammwappen: In Rot einen silbernen Sparren, darin drei rote Rosen. Die von Kager in Bayern: In Schwarz einen silbernen Sparren, darin fünf rote Kugeln.

### Kager von Stampach

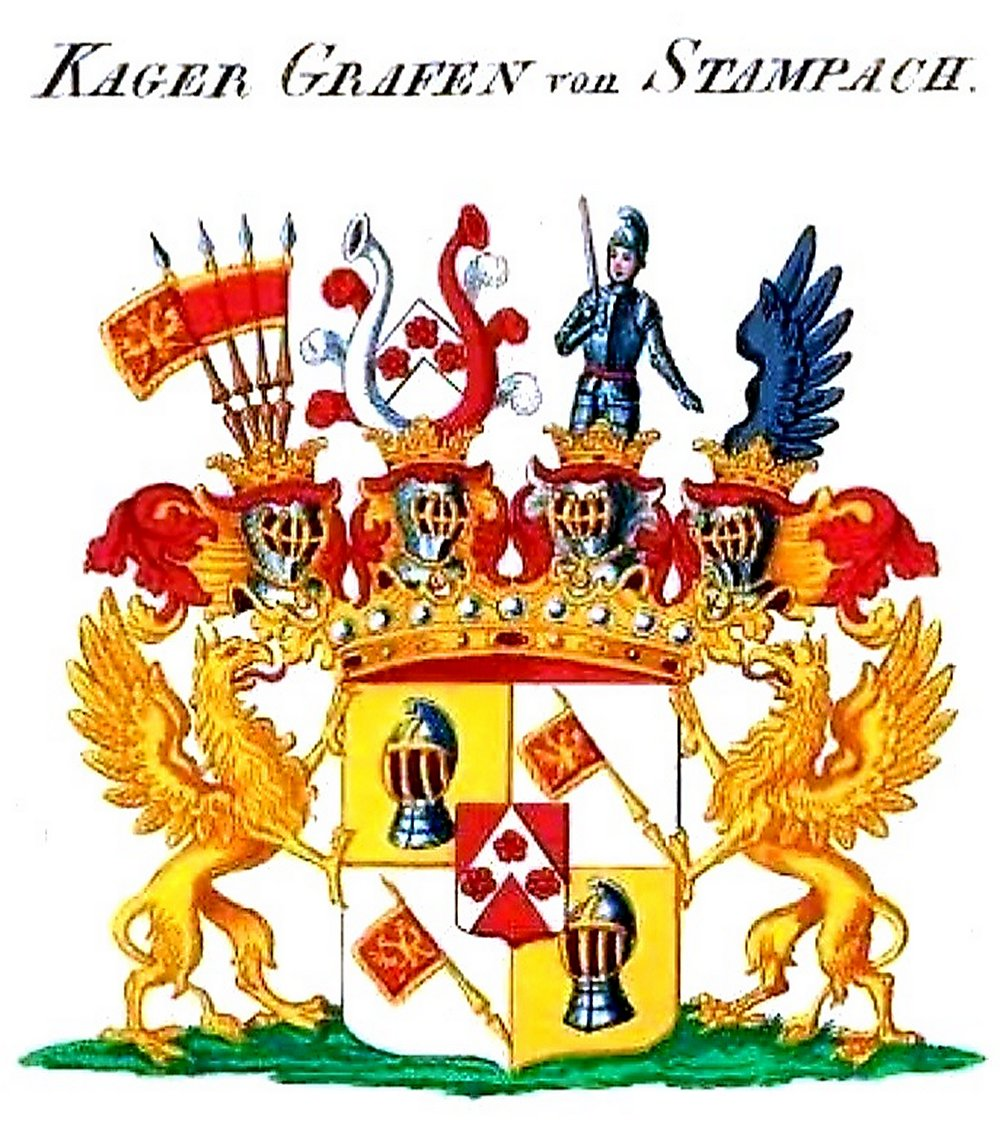
Wappen der Kager Grafen von Stampach

Zdenko von Stampach zeichnete sich unter Kaiser Rudolf II. und Kaiser Matthias als k. k. General aus, wofür er 1620 in den Grafenstand erhoben wurde und die Würde eines kaiserlichen Kriegsrates führte. Er erhielt als Graf von Chodonni und Mylotyce das polnische Indigenat und starb 1639 in Krakau. Die von ihm gestiftete gräfliche Linie erlosch um 1720 in Böhmen. Wenzel von Steinbach nahm 1618 am Ständeaufstand von 1618 teil. Nach der Schlacht am Weißen Berg, wurde 1622 sein Vermögen konfisziert und Wenzel musste aus Böhmen flüchten. 1710 diente Erasmus Christoph von Stampach als Kreishauptmann zu Saaz und 1727 Anton Kager von Stampach als königlich-polnischer Oberstleutnant. Am 13. Juli 1710 machte Hans Christoph Kager von Stampach auf Walc, Liebstein, Zikow, Liblin Elsch, Wiedlitz, Skytal und Welchau sein Testament, welches am 5. August 1718 in die böhmische Landtafel eintragen wurde. Er bestimmte seine Ehefrau Katharina Theresia geb. Gräfin von Monneu zur Universalerbin, sowie seine Vettern Erasmus Christoph, Ferdinand Ladislav, Anton und Johann, Söhne des Johann Ernst von Stampach und Leonhard von Stampach zu Legaten. Nach seinem Vorschlag könnten die Besitzungen auch Johann Ferdinand Kager Graf von Globen aus dem Haus Kager vermacht werden, jedoch mit der Bedingung den Namen Stampach anzunehmen.
Am 11. Juli 1714 erhob der Kaiser Karl Maximilian von Steinbach in den alten böhmischen Freiherrenstand. Möglicherweise waren die späteren Sprossen des Geschlechts Nachkommen von Erasmus Christoph. 1741 erhielten der k. k. Oberst Georg Karl Kager von Stampach und sein Bruder der Kreishauptmann zu Saaz Wenzel Erasmus Kager von Stampach den böhmischen Freiherrenstand, sowie 1795 Franz Kager aus dem ritterlichen Geschlecht von Stampach das erbländisch-böhmische Freiherrendiplom. 1755 wurde der niederösterreichische Regierungsrat Peter Joseph von Steinbach in den Freiherrenstand erhoben. 1756 erhielt der k. k. General Carl Georg Kager Freiherr von Stampach für seine Verdienste im Militär den Grafenstand. Mit dem Tod von Johann Reichsgraf Kager von Stampach erlosch 1830 der gräfliche Familienzweig. Als letzter Angehörige der freiherrlichen Linie übertrug 1892 Andreas Freiherr Kager von Stampach (1809–1897) k. k. Hauptmann im 1. Jäger-Bataillon, Namen, Wappen und Titel auf seinen Neffen Karl Stieber von Stürzenfeld († 1935), der den Namen Stieber-Kager von Stampach annahm. Das Geschlecht ist mit Andreas Freiherr von Stampach 1897 im Mannesstamm erloschen. Seine einzige Tochter Marianne (* 1868) heiratete Severin Freiherr von Messina.

## Besitzungen (Auswahl)

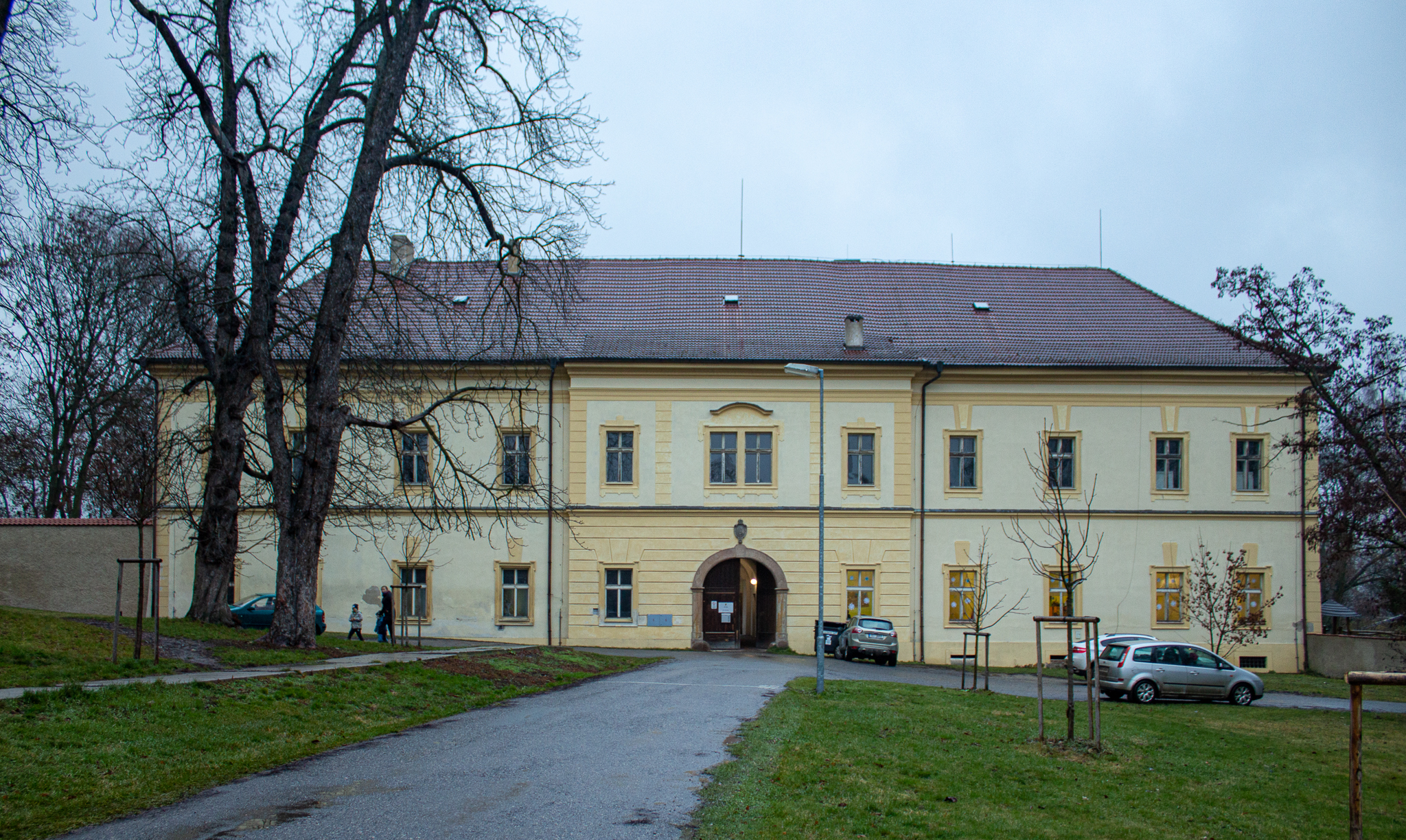
Schloss Kornhaus

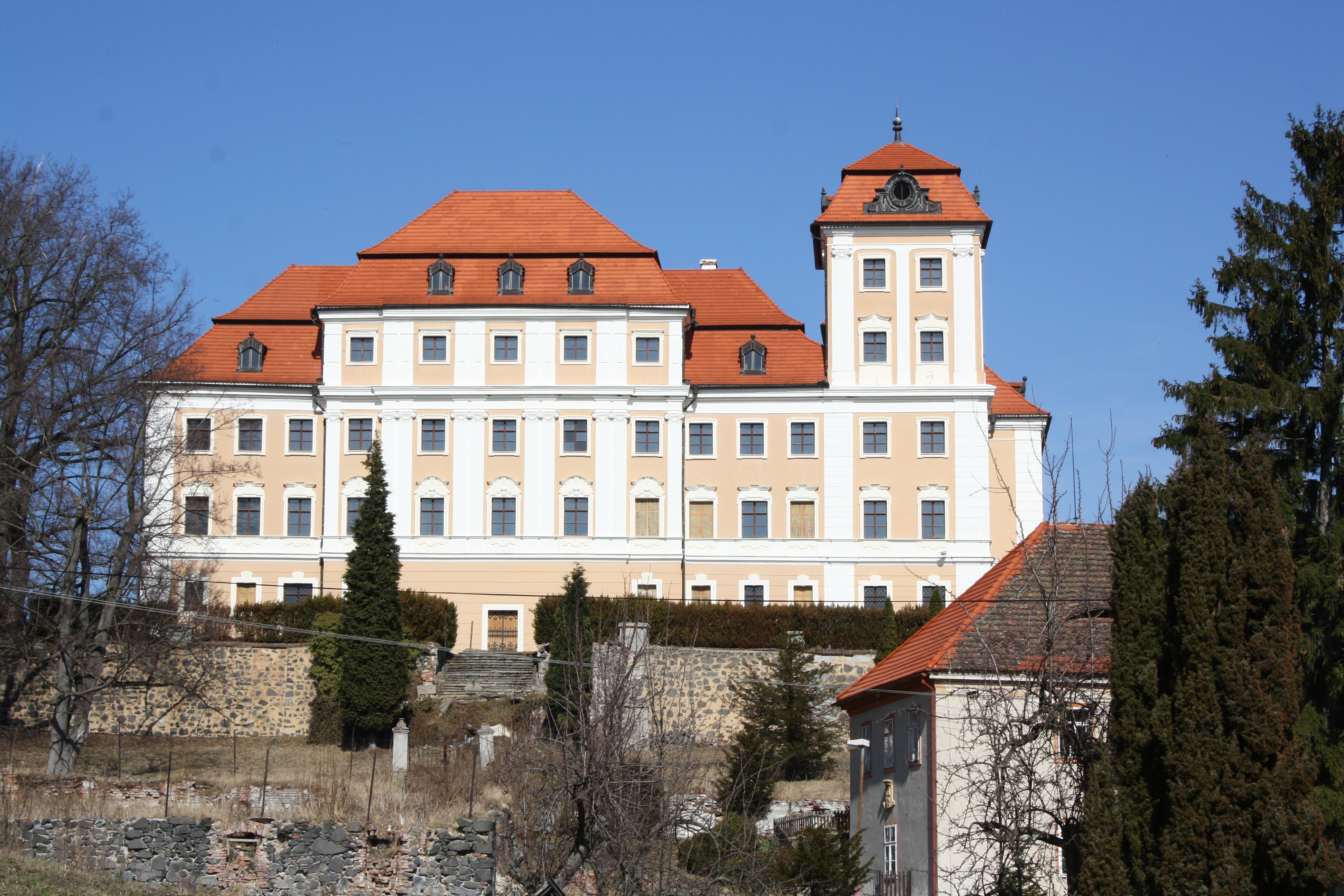
Schloss Waltsch

- Bielenz
- Czeralitz
- Elsch
- Eschenberg
- Geiersberg
- Kornhaus
- Leschkau
- Liebstein
- Liblin
- Linz
- Lust
- Mokotil
- Nemcze
- Pottenstein
- Preslawe
- Przerubenitz
- Pribenz
- Przerubenitz
- Schönfeld
- Serbetsch
- Skytal
- Steinbach
- Tannenberg
- Waltsch
- Weichlitz
- Wes
- Wiedlitz
- Widhostitz
- Welchau
- Zikow

## Wappen
- Blasonierung des Stammwappens: In Rot ein mit drei (1:2) fünfblättrigen silbern-besamten roten Rosen belegter silberner Sparren. Auf dem Helm mit rot–silbernen Decken der Sparren mit den Rosen zwischen zwei Büffelhörnern, das rechte silbern und außen mit drei (rot, silber, rot), das linke rot und außen mit drei (silber, rot, silber) Straußenfedern besteckt.
- Wappen von 1676: Geviert, 1 und 4 das Stammwappen, 2 u. 3 geteilt, oben in Silber drei blaue Balken, unten in Blau ein goldener Drudenfuß. Zwei Helme, rechts der Stammhelm, auf dem linken mit blau–silbernen Decken der Drudenfuß zwischen offenem silbernen, je mit einem blauen Balken belegten Adlerflug.
- Wappen von 1756: Geviert und belegt mit einem Herzschild, darin das Stammwappen, 1 und 4 in Gold ein rechtsgekehrter gold-beschlagener rot-gefütterter Spangenhelm mit Kamm, 2 und 3 in Silber eine schrägrechts gestellte rot Lanze mit gold-gefranster roter Standarte, darauf ein goldener Doppeladler. Vier Helme mit rechts rot-goldenen, links rot-silbernen Decken. 1. Fächerförmig mehrere nach rechts wehende rote Standarten, auf der ersten der goldene Doppeladler, 2. der Sparren des Stammwappens zwischen zwei schwarzen Büffelhörnern, 3. ein wachsender Geharnischter mit Kammhelm, mit der Rechten ein blankes Schwert an die Schulter lehnend, 4. ein schwarzer Flug. Schildhalter zwei goldene Greife.
- Wappen von 1795: Schild wie Stammwappen, zwei Helme, rechts Stammhelm, auf dem linken mit rot-goldenen Decken ein wachsender zweischwänziger goldener Löwe.

Darstellungen in Johann Siebmachers Wappenbüchern

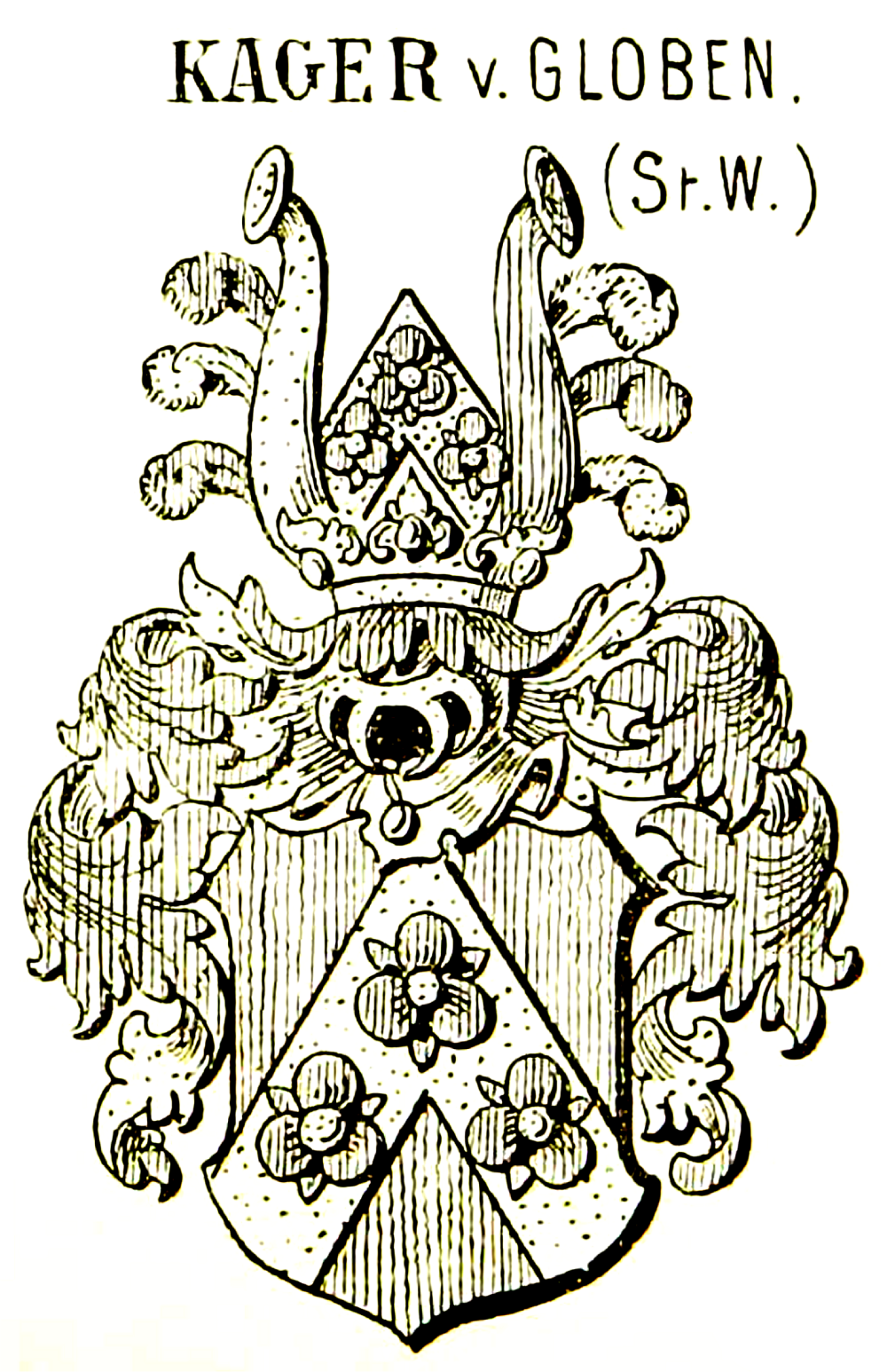
Stammwappen der Kager von Globen
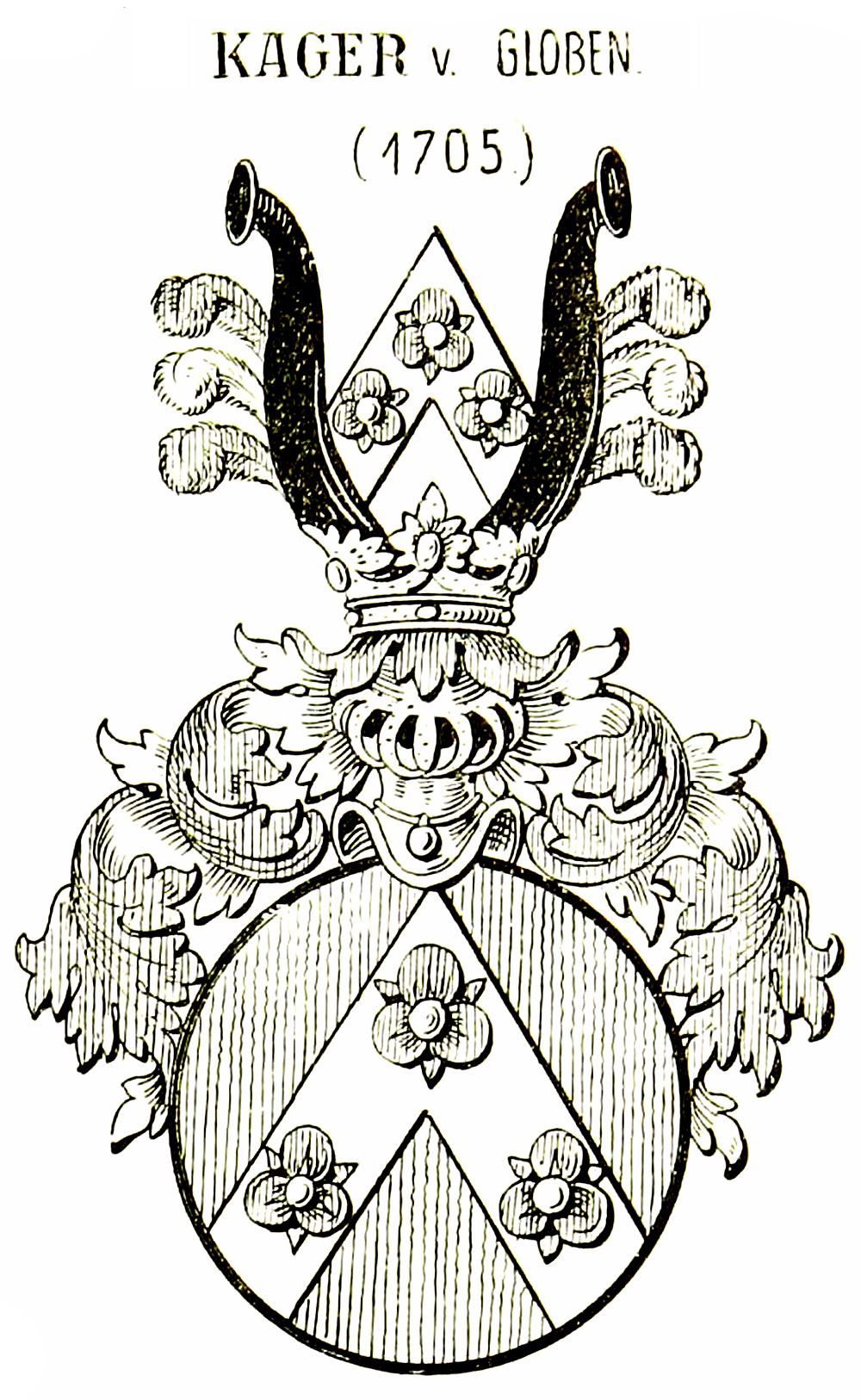
Wappenvariante 1705
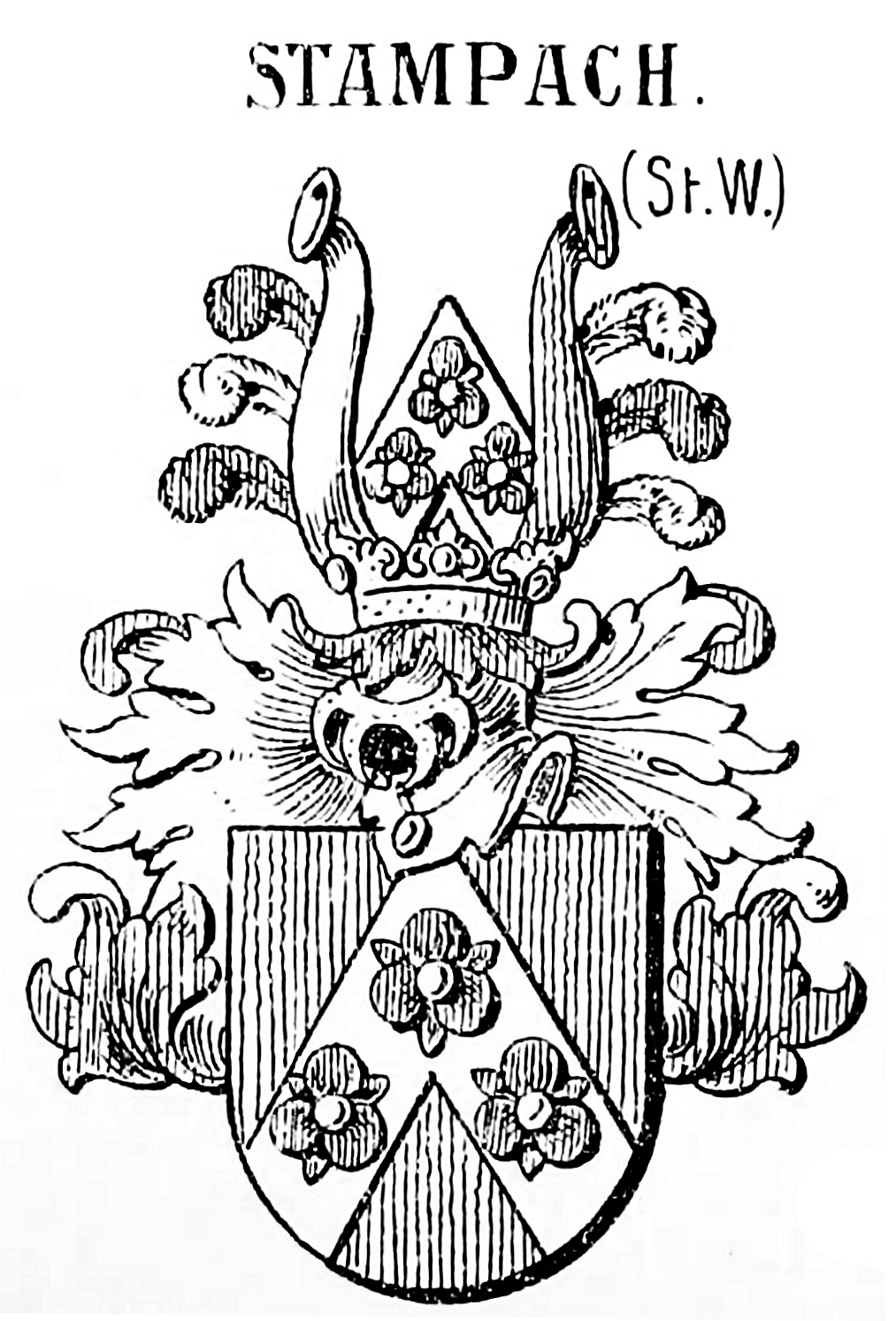
Stammwappen der Stampach
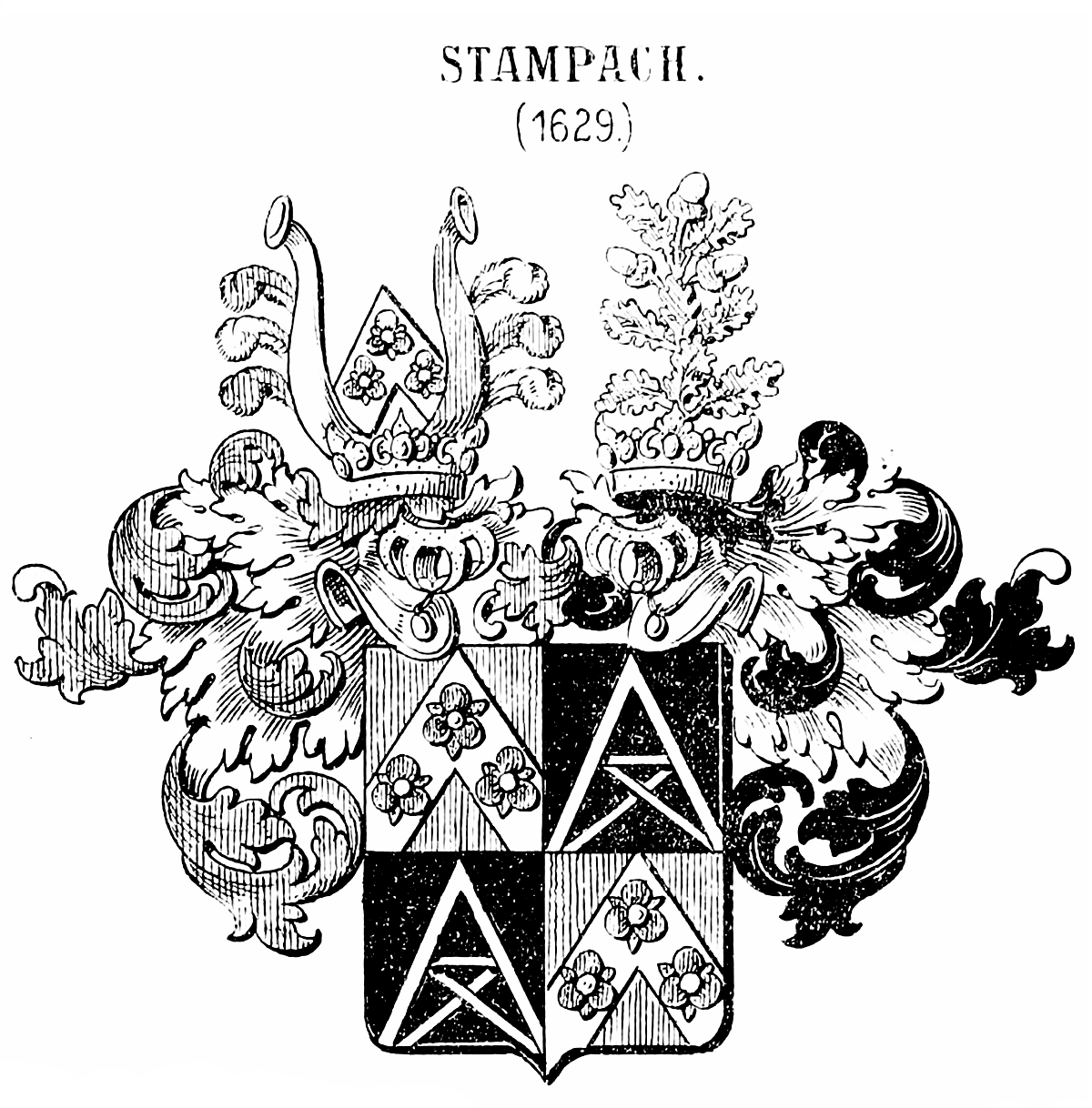
Gemehrtes Wappen 1629
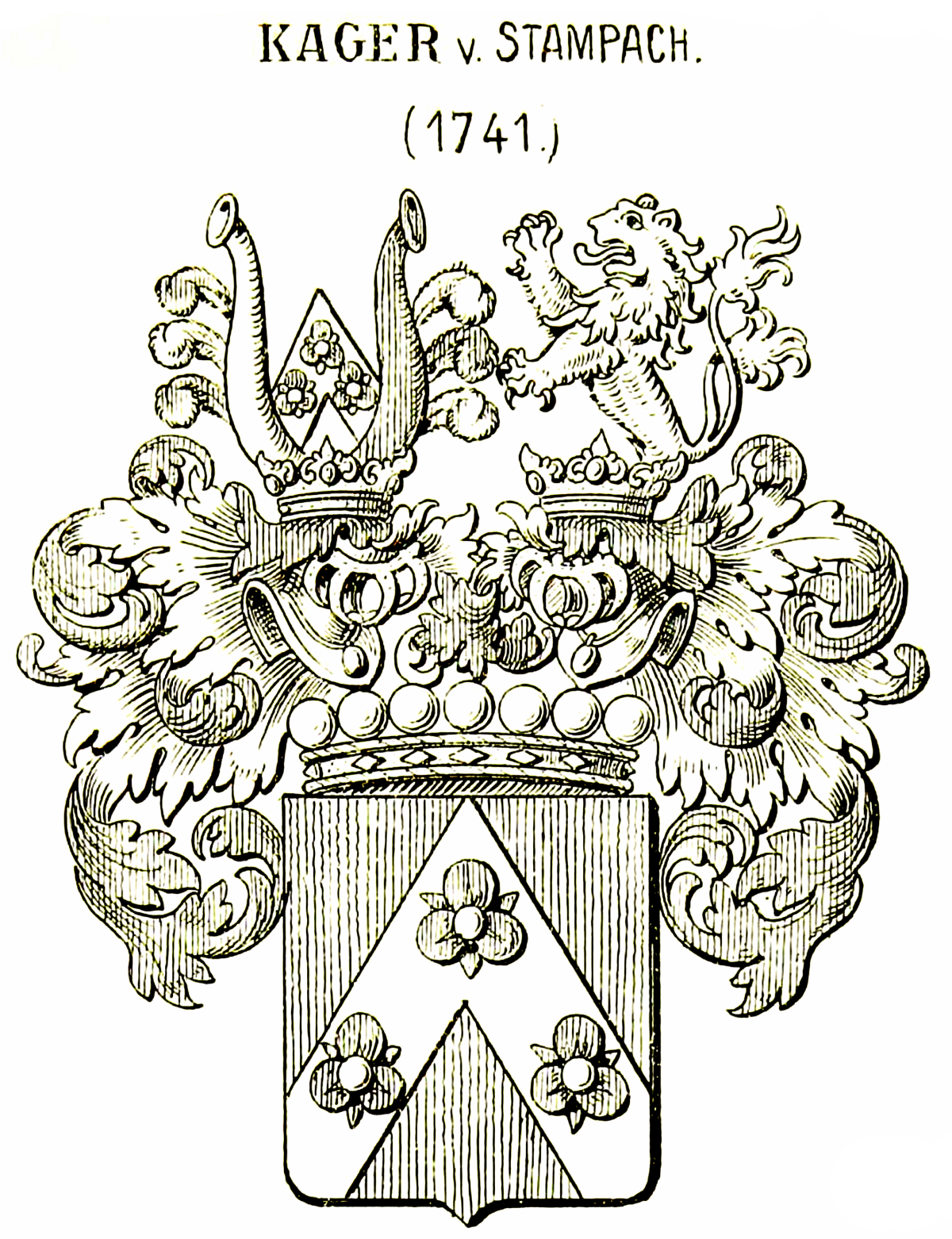
Gemehrtes Wappen 1741
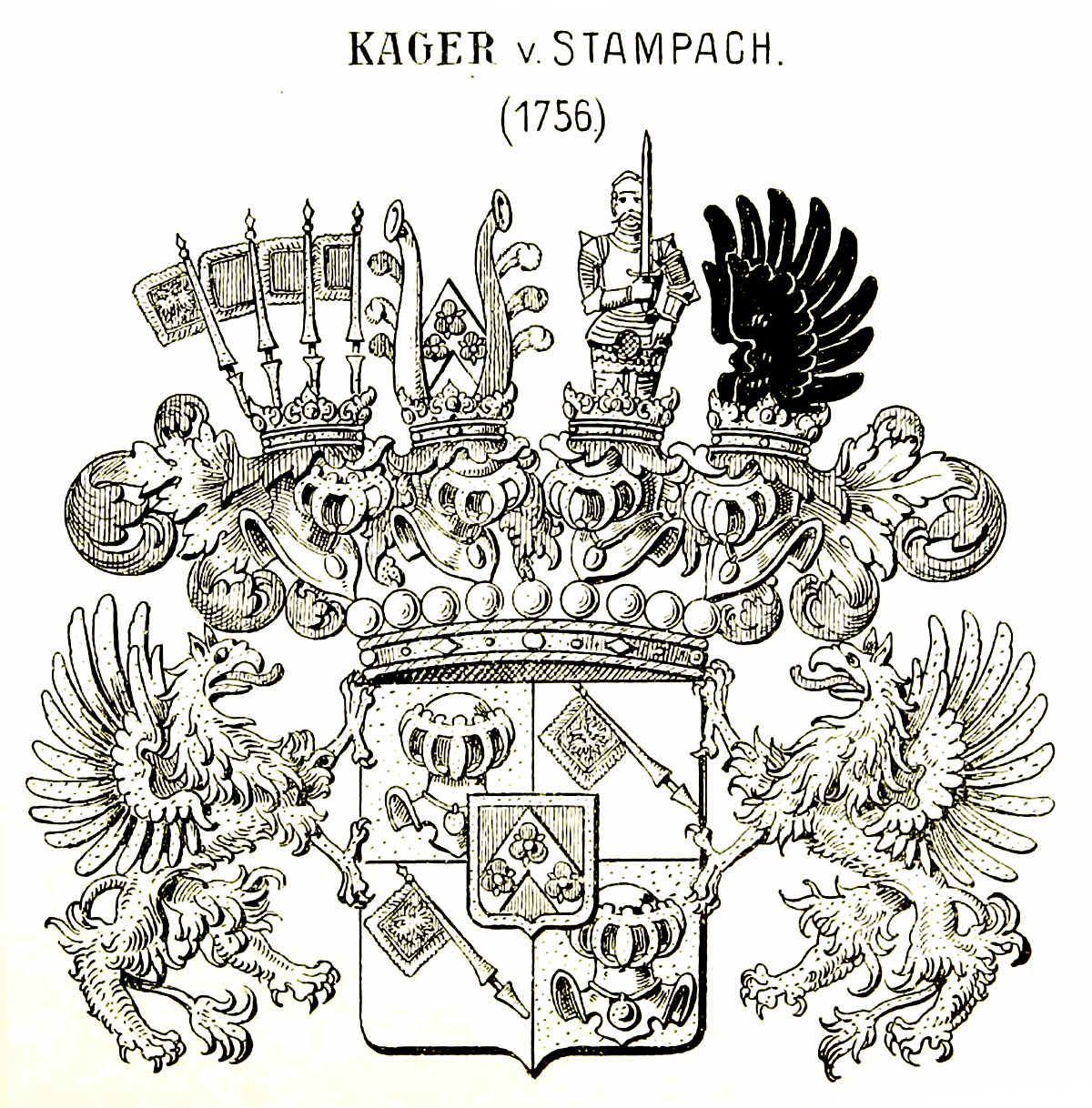
Gräfliches Wappen 1756
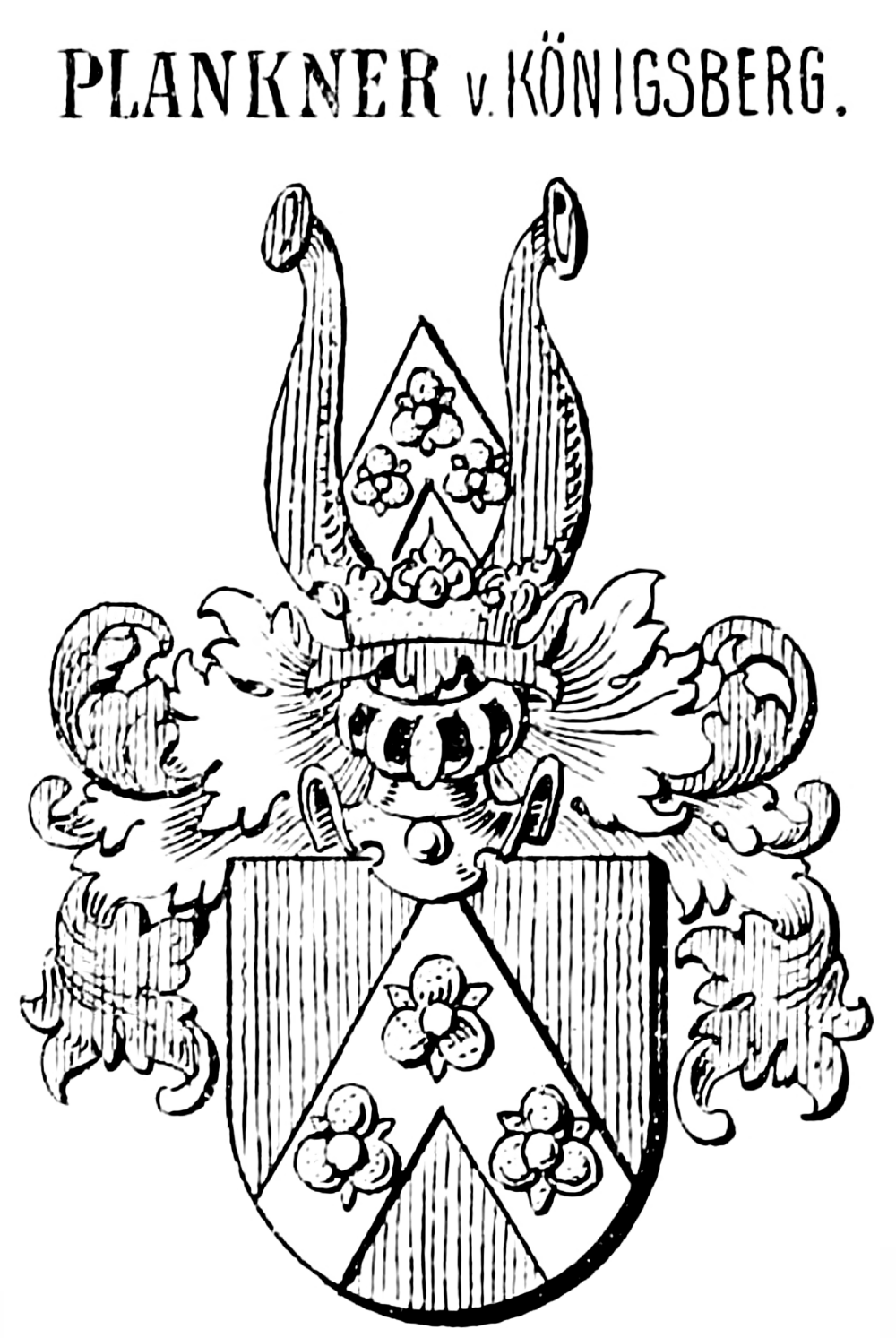

## Persönlichkeiten

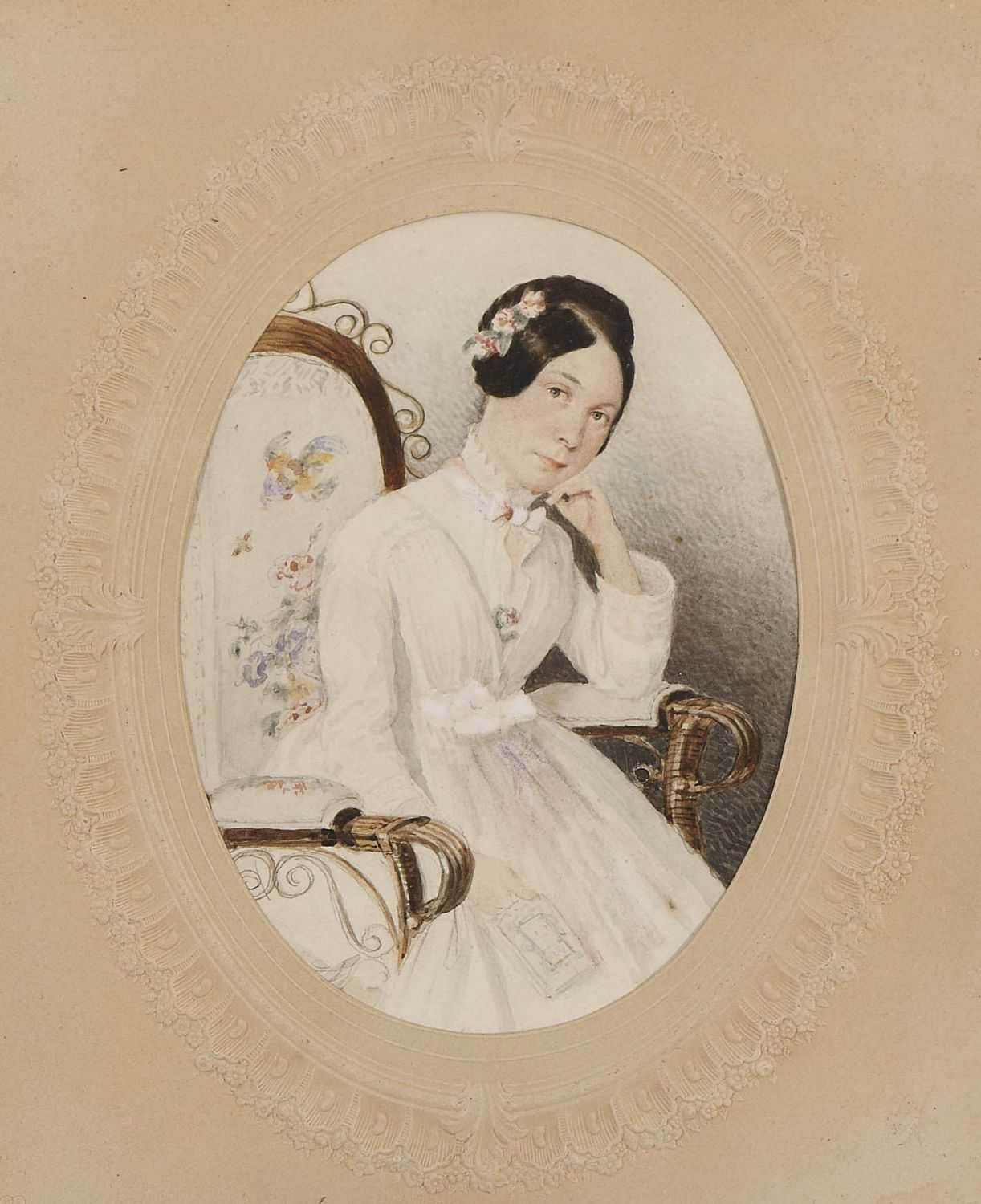
Christine Freiin von Stampach

- Andreas Kager von Stampach (1809–1897), k. k. Hauptmann im 1. Jäger Bataillon
- Anton Kager von Stampach, königlich-polnischer Oberstleutnant
- Erasmus Christoph von Stampach, Kreishauptmann zu Saaz
- Franz Wenzel von Stampach, 1803 zweiter Obersthofmeister[9]
- Georg Karl Graf Kager von Stampach († 1768), k. k. Oberst und General, 1756 in den Grafenstand erhoben
- Johann Richard von Steinbach (* 1550; † vor 1615), war 1591 Gesandter des Kaisers Rudolf II. in Konstantinopel und 1593 in Moskau.
- Wenzel Erasmus Kager von Stampach, Kreishauptmann zu Saaz
- Zdenko von Stampach († 1639), k. k. General und Kriegsrat unter Kaiser Rudolf II. und Matthias, 1620 in den Grafenstand erhoben